# Сфагнум балтійський
Сфагнум балтійський (Sphagnum balticum) — вид мохів порядку торфовикальних (Sphagnales).

## Поширення
Батьківщиною є Європа, Північна Америка, Азія.
Росте на верхових болотах і бідних поживними речовинами болотах.

## Характеристика
Це мох від малого до нормального росту з більш-менш слабкими стеблами та п’ятикутними плоскими головками. При коричневому основному забарвленні може мати коричнево-зелений, жовто-зелений, жовтуватий до золотисто-коричневого відтінків. Зазвичай він розсіяний, але іноді утворює невеликі килимки. Стовбури мають світло-зелений або коричневий колір, іноді червонуватий на гілках. Трикутні чи язикоподібні та увігнуті стеблові листки мають довжину від 0,8 до 1,1 міліметрів і розходяться від стовбура. Верхній кінець широкотупокутний. Дві виступаючі гілки і зазвичай одна повисла гілка прикріплюються до стовбура пучками. Вони тонкі, звужуються і часто мають п’ять рядів листя, листочки злегка подовжені на кінці. Листки гілок завдовжки 1,0-1,7 мм яйцювато-ланцетні, прямі, злегка хвилясті, розпростерті на весь край листа. Вид дводомний. Спорові коробочки дозрівають наприкінці літа. Спори мають розміри приблизно від 25 до 33 мікрометрів і гладкі або дрібно сосочкові на обох поверхнях.